# الرضاعة الطبيعية والأدوية
الرضاعة الطبيعية والأدوية (بالإنجليزية: Breastfeeding and medications)، هي تعداد الأدوية التي يسمح للأم المرضعة باستخدامها بدون وجود آثار جانبية أو بأقل العواقب الممكنة، كما تصف أيضا الأدوية التي ينصح بتجنبها، حيث أن بعض الأدوية يتم إطراحها مع حليب الأم. كما أن معظم الأدوية تعبر بكميات قليلة إلى حليب الثدي. بعض هذه الأدوية لا تملك أي تأثير على الرضيع ويمكن استخدامها في فترة الإرضاع. تبقي الجمعية الوطنية للدواء في الولايات المتحدة الأمريكية قاعدة بيانات تحتوي معلومات متعلقة بالأدوية والمواد الكيميائية التي يمكن أن تستعملها الأم المرضعة، كما أنها تحتوي على معلومات عن مستويات هذه المواد في حليب الثدي وفي دم الرضيع، والتأثيرات المختلفة المحتملة الحدوث عند الرضيع. تقدم الجمعية أيضا اقتراحات علاجية بديلة لهذه الأدوية عندما يوجد بدائل مناسبة. كل هذه البيانات تكون مأخودة من مصادر موثوقة. بعض الأدوية والمكملات من الأعشاب قد تكون مصدرًا للقلق بسبب تراكمها في حليب الثدي أو بسبب امتلاكها لتأثيرات جانبية على الأم والرضيع. هذه الأدوية المثيرة للقلق هي الأدوية التي تستخدم لعلاج حالات الإدمان على الكحول والمخدرات، وتلك المستعملة للمساعدة على الإقلاع عن التدخين؛ أما فيما يتعلق بمسكنات الألم ومضادات الاكتئاب فهي تحتاج للمزيد من التقييم قبل التوصل لنتيجة نهائية.

## تقييم احتمالية حصول الأضرار الجانبية
من الممكن تقييم سلامة الدواء عن طريق النظر إلى الأمور التالية:
- وجود الدواء في حليب الأم من عدمه وبأية كمية.[2]
- عمر ودرجة نضوج الطفل. يكون الطفل المولود بعد فترة حمل مكتملة قادرًا على التعامل مع الأدوية بنحو أفضل من الطفل المولود قبل موعده (الخديج).
- وزن الطفل.
- كمية ونسبة حليب الرضاعة المستهلكة من قبل الطفل. الطفل الذي يأكل الطعام مع الرضاعة سيستلم جرعة أقل من الدواء.
- الصحة العامة للطفل والصحة العامة للأم.
- طبيعة مرض الأم، إن وُجد.
- المعلومات العامة عن الدراسات المتعلقة بالدواء والرضاعة.
- فترة العلاج بالدواء.
- هل الدواء ذو فترة عمل قصيرة؟ من الممكن أن تكون الأدوية ذات فترة العمل القصيرة خيارًا أفضل للأم المرضعة من الأدوية ذات فترة العمل الطويلة، التي تبقى في جسم الأم مدة أطول.
- كيفية إعطاء الدواء.
- تداخل الدواء مع عملية الرضاعة.[1]

## فئات الخطورة خلال الإرضاع
من الممكن تقسيم الأدوية إلى خمس فئات لتحديد مقدار سلامتها خلال الرضاعة الطبيعية:

### L1 متوافق
الدواء الذي استخدم من قبل عدد كبير من النساء المرضعات دون ملاحظة أضرار جانبية على الأطفال. لم تظهر الدراسات المحكمة في النساء المرضعات زيادة الخطورة على الطفل وإمكانية حصول الضرر للطفل الرضيع بعيدة، أو أن الدواء غير متوفر حيويًا للطفل عن طريق الفم.

### L2 غالبا متوافق
الدواء الذي دُرسَ على عدد محدود من النساء المرضعات دون حصول أضرار جانبية في الطفل الرضيع، و/أو تشير الأدلة إلى أن الخطورة المثبتة التي من الممكن أن تتبع استخدام هذا الدواء من قبل النساء المرضعات قليلة.

### L3 غالبا متوافق
لا يوجد دراسات محكمة على النساء المرضعات، وخطر التأثيرات غير المرغوب بها في الطفل الرضيع ممكنة، أو أن الدراسات المحكمة تظهر وجود أعراض جانبية قليلة فقط لا تهدد حياة الطفل. يجب إعطاء هذه الأدوية فقط عندما تبرر الفائدة المرجوة من استخدامها الخطورة الممكنة على الطفل. (الأدوية الجديدة التي ليس لها أية بيانات منشورة تدرج تلقائيًا في هذه الفئة، بصرف النظر عن درجة أمانها).

### L4 خطر ممكن
هنالك دليل يدعم وجود خطورة الدواء على الطفل الرضيع أو على إنتاج الحليب، لكن من الممكن قبول فوائد استخدامه للأم المرضعة على الرغم من خطورته على الطفل (إذا دعت الحاجة إلى الدواء في موقف مهدد للحياة، أو في مرض خطير، ولا يمكن استخدام أدوية أكثر أمانًا أو عدم فاعلية الأدوية الأخرى).

### L5 خطر
أظهرت الدراسات على الأمهات المرضعات أن هنالك خطرًا كبيرًا على الأطفال الرضع بالاعتماد على التجارب البشرية، أو كون الدواء ذي خطورة عالية ينتج عنها ضرر كبير للطفل. خطورة استخدام الدواء في النساء المرضعات تفوق أية فائدة ممكنة من الرضاعة. يمنع استخدام الدواء في النساء المرضعات.

## الأدوية التي لا تحتاج إلى وصفة طبيب
يفضل اتباع التعليمات الاتية عند تناول الأدوية التي لا تحتاج إلى وصفة طبيب:
- أخذ الأدوية التي تؤخذ عن طريق الفم بعد الرضاعة وليس قبلها، ما يسمح للكلية بتخليص جسم الأم من نسبة من الدواء ما بين الرضعات.
- يمكن لمعظم النساء اللاتي لا يعانين من مرض الكلى استخدام الأدوية اللاستيرودية المضادة للالتهاب والبراسيتامول (اسيتامينوفين) بأمان.
- من الممكن للأسبرين التسبب بطفح جلدي ونزيف في الأطفال.
- تجنب استخدام الأدوية المضادة للهستامين لفترة طويلة، إذ يمكن أن تسبب هذه الأدوية المضادة للحساسية مشاكل النوم، البكاء, سرعة الغضب، والنوم المفرط عند الأطفال. تقلل مضادات الهستامين كمية الحليب المنتجة من قبل الجسم.
- يجب مراقبة الطفل بعناية لملاحظة أية تغيرات أو آثار جانبية قد تظهر عند أخذ أي دواء لأول مرة. الأعراض التي تدل على تأثر الطفل بالدواء هي: صعوبة التنفس، وطفح جلدي، والتغيرات المشكوك بها، التي ظهرت بعد أخذ الأم لدواء معين.
- في كثير من الأحيان يوجد أطفال صغار آخرين في المنزل، ومن الآمن إبقاء هذه الأدوية بعيدًا عنهم.[9]

يوجد مواد وكيميائيات أخرى قيمت سلامتها خلال الحمل، فصبغة الشعر أو المحاليل التي تستخدم لأدامة الصبغة لا تظهر في حليب الأم. لا توجد تقارير ضد استخدام مضادات الهستامين الفموية خلال الرضاعة. بعض الأدوية المضادة للهستامين القديمة التي تستخدم من قبل الأم المرضعة من الممكن أن تسبب النعاس في الطفل. من الممكن أن يسبب هذا الشيء القلق إذا نام الطفل بدلًا من أن يرضع.